# Cinéma croate
Le cinéma croate désigne l'industrie du cinéma en Croatie.
Le cinéma existe en Croatie depuis le début du XXe siècle alors que le pays faisait partie de l'Autriche-Hongrie. Le premier cinéma permanent est installé à Zagreb en 1906.
Le premier film croate est Brcko u Zagrebu réalisé en 1917 par Arsen Maas.
Depuis son indépendance en 1991, après des années de reconstruction, la Croatie produit 5 à 10 films par an en moyenne.

## Histoire

### Début duXXesiècle
Les films apparaissent en Croatie relativement tôt, mais, pendant la majeure partie du début du XXe siècle, le cinéma reste presque exclusivement le domaine de quelques amateurs passionnés, notamment Josip Karaman (en) (1864-1921) à Split et, plus tard, Oktavijan Miletić (en) (1902-1987) à Zagreb.
La première projection a lieu en 1896 à Zagreb, immeuble Kola.
En 1906, le premier cinéma permanent est créé à Zagreb.
Josip Halla produit et réalise les premiers films documentaires en 1911 et 1912 : Plitvice, Sinjska alka. 
Le premier long métrage réalisé dans le pays est Brcko à Zagreb (en) (1917), d'Arsen Maas (Antun Masovcic, Arsen Mazoff), sur un scénario d'Arnošt Grund (hr) (1866-1929). 
Il est suivi par Matija Gubec (1917), réalisé par Aca Binički. 
Aucun de ces films ne survit à ce jour. 
En 1918, la société le film de Croatie produit cinq films supplémentaires, tous dirigés par Josip Halla (1879-1960), avant que le propriétaire ne dissolve la société.
La Croatie ne dispose pas alors des infrastructures politiques et économiques nécessaires pour soutenir sa propre industrie cinématographique. L'effort le plus sérieux dans cette direction avant la Seconde Guerre mondiale reste la série de films éducatifs produits par Škola narodnog zdravlja.

### Début de la période communiste
En 1947, les studios Jadran Film sont fondés à Zagreb.

### Fin des années 1950: premier âge d'or
Les longs métrages croates des années 50 ne se distinguaient pas facilement de ceux réalisés dans le reste de la Yougoslavie ; cela était principalement dû à la libre circulation des ressources, de l'information et des talents entre les différentes régions du pays. Il a connu son premier apogée à la fin des années 1950, lorsque le cinéma croate était peut-être le plus mature de l'industrie cinématographique yougoslave alors jeune.

### Animation
L'histoire de l'animation en Croatie commence avec deux courtes publicités animées de Sergej Tagatz en 1922 dans le cadre de "Jadran Film". Viennent ensuite des animations produites par Dom narodnog zdravlja telles que Ivin zub (la dent d'Ivo), Macin nos (le nez de Kitty), toutes réalisées par Milan Marijanović et dessinées par Petar Papp en 1928. En 1929, le premier court métrage entièrement animé était « Martin u nebo, martin iz neba ».

#### L'école de Zagreb
Zagreb est également connu pour sa propre école cinéma d'animation, L'école d'animation de Zagreb. Il a reçu ce nom au Festival de Cannes en 1959, lorsque huit films d'animation de Zagreb ont été projetés et l'historien du cinéma français Georges Sadoul a nommé pour la première fois l'école de Zagreb.
L'école est basée sur le studio d'animation Zagreb Film. Dušan Vukotić, l'artiste le plus connu de Zagreb Film reçoit l'Oscar du meilleur court métrage d'animation pour Surogat en 1961 et devient le premier non-américain à remporter l'Oscar du meilleur court métrage d'animation.
L'école de Zagreb a été révolutionnaire pour le cinéma d'animation des années 1950, car elle a abandonné le style d'animation réaliste typique de Walt Disney et a introduit des éléments visuels de peinture abstraite d'avant-garde, de constructivisme et de cubisme.
L'école de Zagreb était prolifique dans les années 1960 et au début des années 1970, mais après cela, l'animation croate connait le déclin et aujourd'hui, elle n'a plus le rôle mondial qu'elle avait auparavant.
Dans les années 1980 et 1990, Croatia Film produit les premiers longs métrages d'animation croates tous réalisés par Milan Blažeković : Peter et la Forêt magique, Čarobnjakov šešir et Lapitch, le petit cordonnier.